# Lutherkirche Stockerau

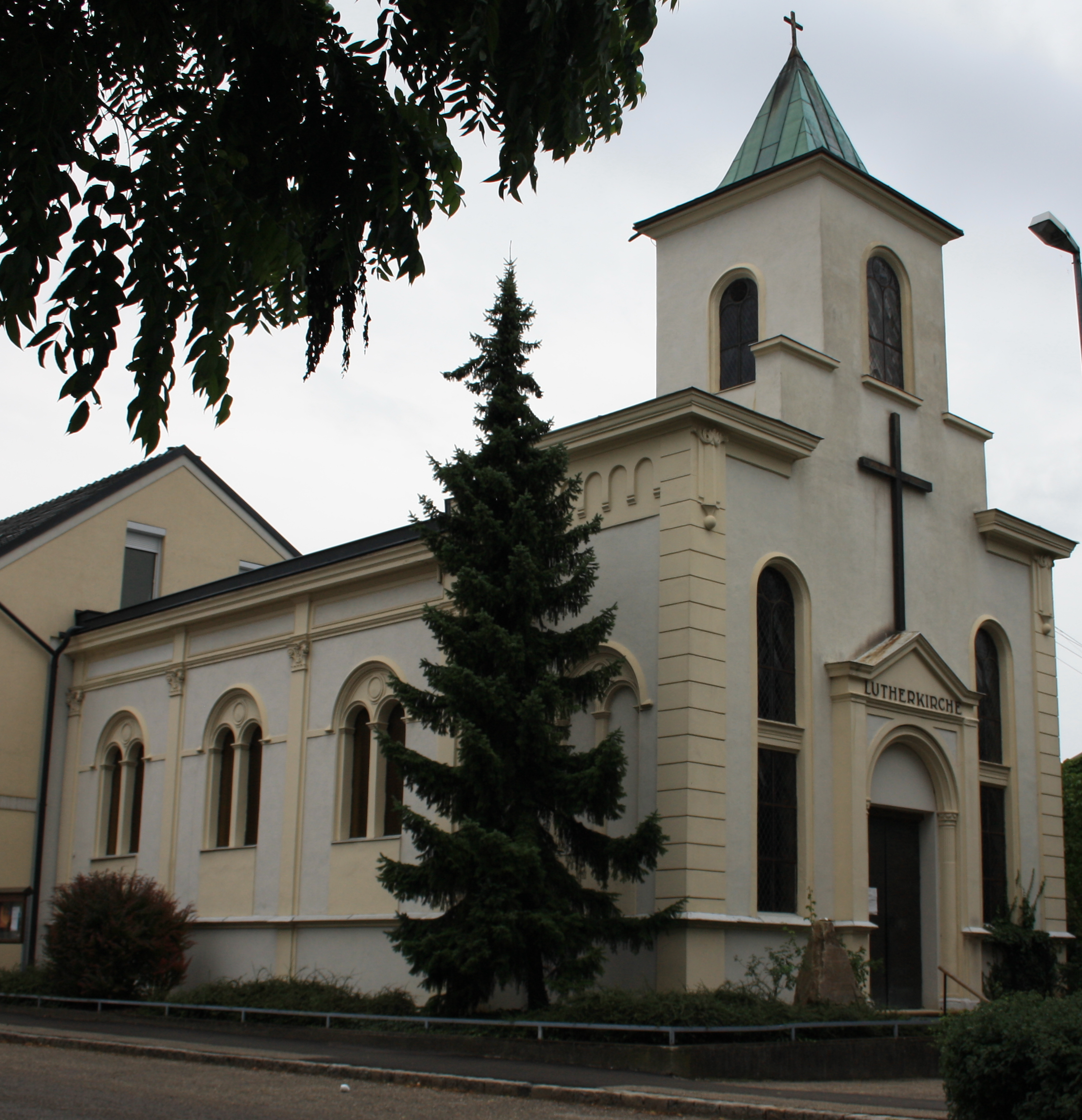
Stockerau, ehemalige Synagoge und heutige evangelische Lutherkirche

Die Lutherkirche ist die ehemalige Synagoge und jetzige evangelische Gemeindekirche von Stockerau in Niederösterreich. Sie gehört der Evangelischen Superintendentur A. B. Niederösterreich an.

## Geschichte

### Israelitische Kultusgemeinde
Nach der offiziellen Gewährung der Religionsfreiheit nach der Revolution von 1848/1849 im Kaisertum Österreich bildeten die jüdischen Bewohner Stockeraus 1856 zur Abhaltung von Gottesdiensten einen „Minjan-Verein“. Nach Errichtung einer eigenen Synagoge löste sich 1905 die Stockerauer Gemeinde von der Wiener Kultusgemeinde, der sie bis dahin unterstanden hatte. Mit der nationalsozialistischen Herrschaftsübernahme 1938 nach dem Anschluss Österreichs wurde die israelitische Kultusgemeinde in Stockerau aufgelöst und ihr Eigentum konfisziert, das Synagogengebäude gelangte aufgrund eines Schenkungsvertrags an die evangelische Kirchengemeinde Stockerau.

### Evangelische Kirchengemeinde
Als sich gegen Ende des 19. Jahrhunderts in Stockerau eine evangelische Gemeinde etablierte, konnte sie 1892 die Sebastiani-Kapelle des im Josephinismus säkularisierten Bürgerspitals anmieten, bis sie 1938 die bisherige Synagoge übernahm. Die Einweihung des für kirchliche Zwecke umgestalteten Bauwerks vollzog am 6. November 1938 Superintendent Johannes Heinzelmann. Der 1951 gegründeten evangelischen Kirchengemeinde wurde die Heilandskirche Spillern integriert.

## Architektur
Die jetzige Stockerauer Lutherkirche wurde 1903 von dem Stockerauer Baumeister Leopold Holdhaus als Synagoge im Rundbogenstil erbaut. Sie wurde 1938 durch Herbert Jelinek zur evangelischen Kirche umgestaltet. Dabei erhielt die Fassade anstelle der einfachen Giebelschräge einen turmartigen Aufbau und wurde die Portalsituation vereinfacht. Die mit Pilastern und Biforienfenstern ausgestatteten Seitenfassaden zeigen noch den Originalzustand. 
Das Kircheninnere ist mit seitlichen Holzemporen und flacher, kassettierter Decke auf Holzpfeilern ausgestattet. Der mit einem Christusbild versehene Altar aus dem ausgehenden 19. Jahrhundert wurde aus der alten evangelischen Kirche, der Bürgerspitalskirche, übernommen. Vor der Kirche erinnert ein Gedenkstein an die frühere Nutzung als Synagoge.